# Drenov Do (Jezero)
Drenov Do (szerbül: Дренов До) falu Bosznia-Hercegovinában, Bosanska krajina területén, a Szerb Köztársaságban, Jezero községben. Drenov Do falunak a Szerb Köztársaság területére eső, gyéren lakott része.

## Fekvése
Bosznia-Hercegovina közép-nyugati részén, Banja Lukától légvonalban 52, közúton 78 km-re délre, községközpontjától légvonalban 4, közúton 10 km-re délkeletre fekvő, hegyvidéki területen, 800-1200 méteres magasságban található. 

## Népessége
| Nemzetiségi csoport | Népesség 1991 | Népesség 2013 |
| ------------------- | ------------- | ------------- |
| Szerb               | 144           | 3             |
| Bosnyák             | 0             | 0             |
| Horvát              | 0             | 0             |
| Jugoszláv           | 1             | 0             |
| Egyéb               | 0             | 0             |
| Összesen            | 145           | 3             |

## Története
A település 1878-ig tartozott az Oszmán Birodalomhoz, majd az Osztrák-Magyar Monarchia része lett. 1879-ben az első osztrák-magyar népszámlálás során Jajca városának része volt. 1910-ben a Vienac községhez tartozó településen 15 házat, 27 ortodox szerb, és 74 muszlim lakost találtak. A monarchia szétesésével 1918-ben előbb a Szerb-Horvát-Szlovén Királyság, majd 1929-től a Jugoszláv Királyság része. Jugoszlávia megszállása után a falu a Független Horvát Állam (NDH) része lett. 1945-től a település a szocialista Jugoszlávia része volt. A településen az 1991-es népszámlálás adatai szerint 145-en éltek. A Bosznia-Hercegovinában zajló polgárháború idején a Boszniai Szerb Köztársaság része volt. A háború előtt Jajca községhez tartozott. A daytoni békeszerződés aláírása után a két entitás közötti demarkációs vonal egy részét elválasztotta Jajcától. A Szerb Köztársaság Nemzetgyűlésének 1996. júniusi határozatával megalapították Jezero községet, melynek a Szerb Köztársaság területére eső területe a része lett.	